# Nupserha atriceps
Nupserha atriceps là một loài bọ cánh cứng trong họ Cerambycidae.